# متحف العرش التراثي
متحف العرش التراثي أحد متاحف منطقة عسير جنوب المملكة العربية السعودية، يقع المتحف في محافظة النماص، أسسه صالح محمد الشهري.

## أجزاء المتحف
المتحف عبارة عن مبنى كبير من طابقين مبني بالحجر على طراز البيوت التراثية لمنطقة عسير القديمة ويضم 9 غرف مختلفة المساحات تضم حوالي 1000 قطعة تراثية، وتتكون القطع التراثية الموجودة بداخل ذلك المتحف من أدوات وأواني الطهي والطعام وكذلك أواني الري ويشتمل على غرفة لتخزين الحبوب كذلك تشمل أدوات القهوة والمباخر والرحي لطحن وجرش الحبوب كما تشمل أيضا أدوات الزراعة والحراثة وأدوات النحت والنجارة وكذلك بعض الملابس الرجالية والنسائية وبعض الحلي وأدوات التجميل الخاصة بالنساء والخاصة بتجهيز العروس قديم.